# Augusto Olivares
Augusto Olivares Becerra (Punta Arenas, 27 de junio de 1930-Santiago de Chile, 11 de septiembre de 1973) fue un periodista chileno, más conocido bajo el apodo de Perro Olivares.

## Biografía
Hijo del mayor del Ejército en retiro Tomás Olivares y de Julia Becerra Carrasco, se inició en los medios de comunicación como locutor de radio. Posteriormente trabajó en el diario La Tercera y fue columnista en Las Noticias de Última Hora y Clarín. En 1965 fue uno de los fundadores de la revista Punto final, a cuyo consejo de redacción perteneció hasta su muerte. Fue también consejero nacional del Colegio de Periodistas de Chile.
A mediados y fines de los años 1960 trabajó en el departamento de prensa de Canal 9, siendo también presentador de los programas Crónicas TV y Última página en el mismo canal, además del informativo Nuevediario y el foro Reunión de prensa en 1970. Al momento de su muerte, Olivares se desempeñaba como director ejecutivo de Televisión Nacional de Chile.
En el ámbito académico, Olivares desempeñó actividades docentes en la Universidad de Chile.
Estaba casado, desde 1962, con Mirella Latorre Blanco, quien debió partir al exilio durante la dictadura de Augusto Pinochet.

### Vida política
En lo político, militó en el Partido Socialista de Chile. Amigo personal de Salvador Allende, participó activamente en la campaña que lo condujo a la presidencia del país y fue su asesor personal durante el gobierno de la Unidad Popular. En ese periodo fue nombrado también director de prensa de Televisión Nacional de Chile.

### Muerte y legado
El 11 de septiembre de 1973 formó parte del grupo de personas que, junto al presidente Allende, combatieron en la defensa del Palacio de la Moneda durante el Golpe de Estado comandado por Augusto Pinochet. Fue el primero en morir, al decidir inmolarse disparándose un tiro. Su suicidio fue interpretado como un acto de dignidad, recibiendo premios póstumos de la Organización Internacional de Periodistas (OIP) y la Federación Latinoamericana de Periodistas (FELAP).
Su hijastro, Emilio Pacull, estrenó en 2007 el documental Héroes frágiles en homenaje a Olivares.